# Шведский музей естественной истории
Шведский музей естественной истории (швед. Naturhistoriska riksmuseet) — музей биологии и геологии, расположенный в Стокгольме.
Находится недалеко от Стокгольмского университета в районе Фрескати. Строительством комплекса зданий, которое было закончено в 1916 году, руководил архитектор Аксель Андерберг.
Музей имеет свыше 9 млн препаратов животных, растений, грибов, ископаемых и минералов со всех частей мира. Коллекция комплектуется экологическими пробами, базой ДНК, статистикой о кольцевании птиц и другим научным материалом.
Наряду с помещениями выставки в здании имеются планетарий и кинотеатр IMAX (Cosmonova).

## Научная работа
Составной частью музея является Шведский центр кольцевания птиц. В музее наряду с другими научными и техническими служащими работают 10 профессоров. Они приходят в музей из близлежащих университетов. Кроме того, каждый год музей посещают приблизительно 400 исследователей. К исследовательским задачам относится определение родства видов, исследование о возникновении горной породы и исследование о влиянии человека на окружающую среду.
Исследовательское отделение музея участвует в различных международных проектах, таких как GBIF-Sweden и FishBase.